# كريم بنكوار
كريم بنكوار هو لاعب كرة قدم مغربي، مواليد 25 نوفمبر 1979 في فاس .

## روابط خارجية
- كريم بنكوار على موقع الاتحاد الدولي (مؤرشف)  (الإنجليزية)
- كريم بنكوار على موقع قاعدة بيانات كرة القدم.إي يو (الإنجليزية)
- كريم بنكوار على موقع ناشيونال فوتبول تيمز (الإنجليزية)
- كريم بنكوار على موقع عالم كرة القدم.نت (الإنجليزية)
- كريم بنكوار على موقع أوليمبيديا (الإنجليزية)